# Lethrinops
Lethrinops é um género de peixe da família Cichlidae.
Este género contém as seguintes espécies:
- Lethrinops albus
- Lethrinops altus
- Lethrinops argenteus
- Lethrinops auritus
- Lethrinops christyi
- Lethrinops furcifer
- Lethrinops gossei
- Lethrinops leptodon
- Lethrinops lethrinus
- Lethrinops longimanus
- Lethrinops longipinnis
- Lethrinops lunaris
- Lethrinops macracanthus
- Lethrinops macrochir
- Lethrinops macrophthalmus
- Lethrinops marginatus
- Lethrinops micrentodon
- Lethrinops microdon
- Lethrinops microstoma
- Lethrinops oculatus
- Lethrinops parvidens
- Lethrinops polli
- Lethrinops stridae
- Lethrinops turneri